# Ivan Rabuzin

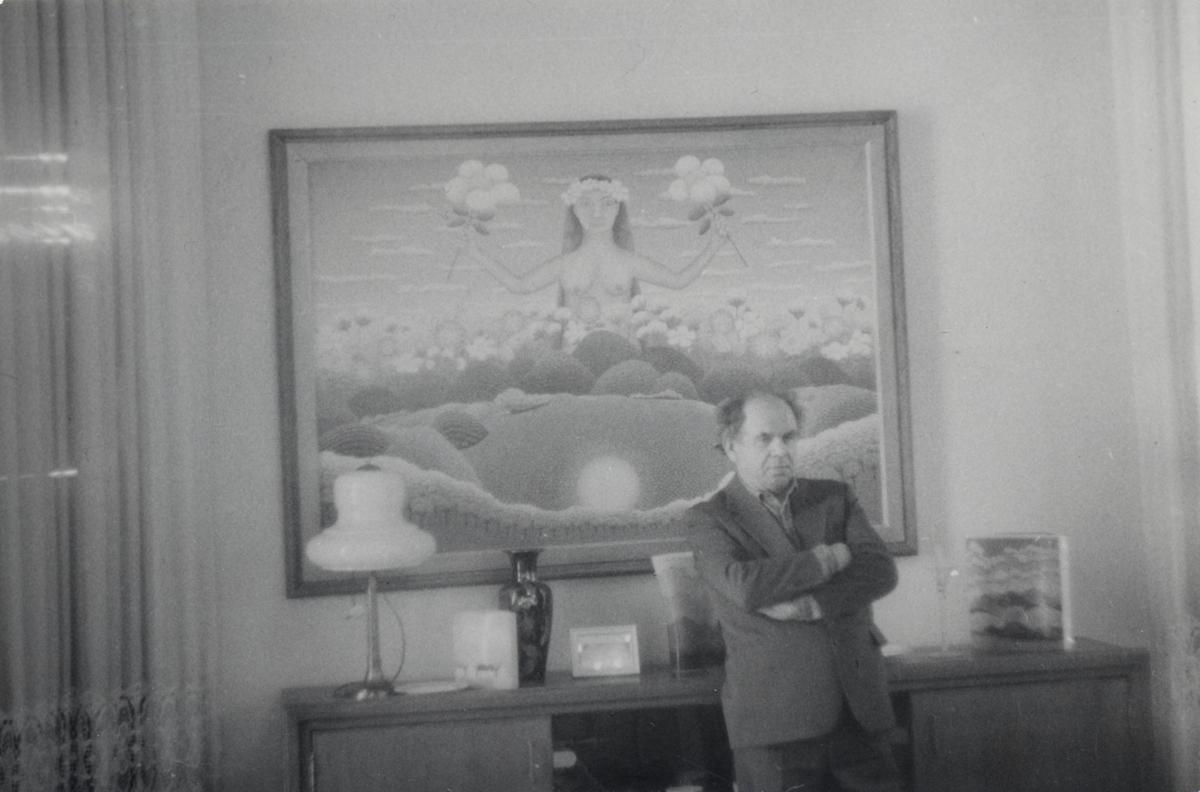
Ivan Rabuzin

Ivan Rabuzin (Klujć  bij Zagreb, 27 maart 1921-Varaždin, 18 december 2008) was een Kroatisch kunstschilder. Hij was een vertegenwoordiger van de naïeve kunst. Ivan Rabuzin was van beroep timmerman en begon in 1956 te schilderen. Door het bezoeken van galerijen en het lezen van boeken over diverse kunstenaars leerde  Rabuzin de artistieke wereld kennen. Hij zei van zichzelf dat hij niet wist hoe hij moest schilderen, maar deze naïviteit hield hem niet tegen en hij bleef zich verder ontwikkelen. In de late jaren 1950 en de vroege jaren 1960 werd Rabuzins unieke stijl definitief gevormd en raakte hij bekend op de internationale kunstmarkten. Hij hield tentoonstellingen in Parijs en São Paulo. In 1962 maakte Rabuzin van schilderen zijn beroep. Van zijn werken zijn Laan en Mijn Vaderland de bekendste. Van 1993 tot 1999 was hij lid van het Kroatische parlement (de Sabor).